# Laços de Família (trilha sonora)
Esta pagina mostra os álbuns lançados como trilha sonora da telenovela brasileira Laços de Família, exibida originalmente entre 2000 e 2001 na Rede Globo.
Laços de Família contou com duas trilhas sonoras comercializadas: uma nacional e outra internacional. Com direção musical de Mariozinho Rocha e produção musical de Alberto Rosenblit, a trilha sonora contou com artistas nacionais e internacionais, tais como Adriana Calcanhoto, Daniela Mercury, Lara Fabian, Deborah Blando, Skank, Morcheeba, Cássia Eller, Hanson, Toni Braxton, Faith Hill, entre outros. Mais tarde, quando da reprise da novela, em 2005, um terceiro álbum, intitulado O Melhor de Laços de Família, foi lançado, misturando as melhores canções nacionais e internacionais da trama.
Em Laços de Família fica evidente a utilização das canções como um acréscimo à apresentação dos personagens, que ocorre nos primeiros capítulos da novela. Até hoje, a trama é lembrada por uma cena emblemática que ocorre sob o som de uma das faixas da trilha sonora: a cena de Camila (Carolina Dieckmann) raspando a cabeça por conta do tratamento de leucemia, ao som de "Love by Grace", interpretada pela cantora canadense Lara Fabian. Já a canção "Amor I Love You", de Marisa Monte e Nando Reis, não foi incluída em nenhum dos álbuns de Laços de Família. A canção embalou o momento em que Cíntia (Helena Ranaldi) pensava na noite de amor que tivera com Pedro (José Mayer). Além dessas canções, a trilha sonora conta com clássicos da MPB, bossa nova, e grandes sucessos internacionais da época, como as faixas "Save Me", do fenômeno teen Hanson, "Man! I Feel Like a Woman", de Shania Twain, "Spanish Guitar", de Toni Braxton.
A trilha sonora nacional recebeu certificação de platina dupla pela ABPD, pela venda de mais de 500 mil cópias. enquanto a trilha sonora internacional recebeu certificação de diamante, pela venda de mais de 1 milhão de cópias. Essa última citada, foi o disco mais adquirido de 2000 no país e, atualmente, registra uma comercialização superior a 2 milhões de unidades.

## Laços de Família
Laços de Família (comumente chamado de Laços de Família - Nacional) foi o primeiro álbum da trilha sonora da homônima (2000) telenovela brasileira da Rede Globo, lançado em CD pela Som Livre, em julho de 2000. A capa do álbum é estampada pela atriz Vera Fischer, que interpretou a personagem Helena. A trilha sonora nacional recebeu certificação de platina dupla pela Pro-Música Brasil (PMB), pela venda de mais de 500 mil cópias.
O álbum conta com 15 faixas, sendo 11 em português, 1 em espanhol, "Solamente Una Vez", interpretada por Nana Caymmi, 2 em inglês, "Man! I Feel Like a Woman!", de Shania Twain, e "My Way", interpretada por Paul Anka; e ainda uma canção que une a versão original, "Corcovado", composta por Tom Jobim, e interpretada por João Gilberto, Stan Getz, Astrud Gilberto e Antônio Carlos Jobim, com sua versão em inglês, intitulada "Quiet Nights of Quiet Stars", adaptada por Gene Lees. Laços de Família começa com "Como Vai Você", de Antônio Marcos e Mário Marcos, gravada originalmente por Roberto Carlos em 1972, na voz de Daniela Mercury, como tema de Helena (Vera Fischer). A cantora Deborah Blando voltou às paradas de sucesso com a canção "Próprias Mentiras", tema da espevitada Íris (Débora Secco).
Nana Caymmi interpreta a canção "Solamente Una Vez", tema da personagem Alma, vivida por Marieta Severo. "O Pai da Alegria" é um samba de Martinho da Vila, que foi tema de locação da novela. A quinta faixa é uma versão da canção "Corcovado", de Tom Jobim, tema de abertura da novela, que mistura sua versão em inglês, intitulada "Quiet Nights of Quiet Stars", composta por Gene Lees, e a em português, interpretada por João Gilberto, Stan Getz, Astrud Gilberto e Antônio Carlos Jobim. "Balada do Amor Inabalável" na voz do Skank, foi tema de Edu (Reynaldo Gianecchini). A cantora canadense de música country Shania Twain marca presença na trilha nacional de Laços de Família com a canção "Man! I Feel Like a Woman!", tema da personagem Cínthia, vivida por Helena Ranaldi. A canção, escrita por Robert John "Mutt" Lange e Shania Twain, ainda embalou cenas calientes entre a bonita veterinária e o peão sedutor Pedro (José Mayer).
Os irmãos Marcos Valle e Paulo Sergio Valle criaram a canção "Samba de Verão", que ganhou um arranjo especial na voz de Caetano Veloso, e foi tema dos personagens Edu e Helena, vividos por Reynaldo Gianechinni e Vera Fischer. A faixa 9, "My Way", é o título em inglês da canção francesa "Comme d'habitude", lançada pela primeira vez pelo compositor, Claude François, em 1967, na França. Em 1968, Frank Sinatra lançou sua versão em língua inglesa, adaptada por Paul Anka. "My Way", na voz de Paul Anka, foi tema romântico de Helena e Miguel, vividos por Vera Fischer e Toni Ramos. "Perdendo Dentes", de Pato Fu, foi tema da temperamental Ciça, vivida por Júlia Feldens. "Sentimental Demais", na voz de Simone, embalou cenas de Danilo (Alexandre Borges), Alma (Marieta Severo) e Rita (Juliana Paes). A clássica "Baby", composta por Caetano Veloso, na voz dos Mutantes, foi tema de Camila (Carolina Dieckmann). Jane Duboc ressurgiu em trilhas sonoras de novelas com a canção "Abraçável Você", tema de Miguel (Toni Ramos). A canção é uma versão, feita por Carlos Rennó e Nelson Ascher, da faixa em inglês "Embraceable You", escrita por George Gershwin e Ira Gershwin. Lucas Santtana regravou "Mensagem de Amor", de Herbert Vianna, para ser tema da garota de programa Capitu (Giovanna Antonelli). A dupla sertaneja Rionegro & Solimões fecha o álbum Laços de Família com "Peão Apaixonado", composta pelo Maestro Pinocchio, e que serviu como tema de Pedro, vivido por José Mayer.

### Lista de faixas
| N.º            | Título                                      | Compositor(es)                                                            | Artista(s)                                            | Duração |  |
| 1.             | "Como Vai Você"                             | Antônio Marcos Mário Marcos                                               | Daniela Mercury                                       | 3:49    |  |
| 2.             | "Próprias Mentiras"                         | Deborah Blando                                                            | Deborah Blando                                        | 4:17    |  |
| 3.             | "Solamente Una Vez"                         | Agustín Lara                                                              | Nana Caymmi                                           | 3:35    |  |
| 4.             | "O Pai da Alegria"                          | Martinho da Vila Agrião                                                   | Martinho da Vila                                      | 3:36    |  |
| 5.             | "Corcovado" ("Quiet Nights of Quiet Stars") | Antônio Carlos Jobim Gene Lees (versão)                                   | Astrud Gilberto, João Gilberto, Tom Jobim e Stan Getz | 4:17    |  |
| 6.             | "Balada do Amor Inabalável"                 | Samuel Rosa Fausto Fawcett                                                | Skank                                                 | 3:55    |  |
| 7.             | "Man! I Feel like a Woman!"                 | Shania Twain Robert John "Mutt" Lange                                     | Shania Twain                                          | 3:52    |  |
| 8.             | "Samba de Verão"                            | Paulo Sérgio Valle Marcos Valle                                           | Caetano Veloso                                        | 3:07    |  |
| 9.             | "My Way" ("Comme d'habitude")               | Claude François Jacques Revaux Paul Anka (versão)                         | Paul Anka                                             | 3:40    |  |
| 10.            | "Perdendo Dentes"                           | John Ulhoa Fernanda Takai                                                 | Pato Fu                                               | 4:19    |  |
| 11.            | "Sentimental Demais"                        | Jair Amorim Evaldo Gouveia                                                | Simone                                                | 3:31    |  |
| 12.            | "Baby"                                      | Caetano Veloso Mutantes (versão)                                          | Mutantes                                              | 3:35    |  |
| 13.            | "Abraçável Você" ("Embraceable You")        | George Gershwin Ira Gershwin Carlos Rennó (versão) Nelson Ascher (versão) | Jane Duboc                                            | 3:41    |  |
| 14.            | "Mensagem de Amor"                          | Herbert Vianna                                                            | Lucas Santtana                                        | 3:47    |  |
| 15.            | "Peão Apaixonado"                           | Maestro Pinocchio                                                         | Rionegro & Solimões                                   | 3:03    |  |
| Duração total: | Duração total:                              | Duração total:                                                            | Duração total:                                        | 56:04   |  |

## Laços de Família - Internacional
Laços de Família - Internacional foi o segundo álbum da trilha sonora da homônima telenovela brasileira (2000) da Rede Globo, lançado em CD pela Som Livre, em novembro de 2000. A capa do álbum é estampada pelo ator Reynaldo Gianecchini, que interpretou o personagem Edu. A trilha sonora internacional da novela Laços de Família, assim como a nacional, veio recheada de sucessos da época, contando com 14 faixas em inglês e 4 faixas em português, sendo a maioria cantada por mulheres. O álbum contou com masterização de Sérgio Seabra; e seleção de repertório feita pelo diretor de televisão Ricardo Waddington, pelo produtor e compositor musical Mariozinho Rocha, e pelo DJ André Werneck, sob a supervisão do autor da novela, Manoel Carlos. Na parada publicada pelo O Globo – com base em dados fornecidos pelo instituto Nelson Oliveira Pesquisa e Estudo de Mercado (NOPEM) –, foi o líder entre os álbuns mais vendidos no Brasil em 28 de dezembro daquele ano. Mais tarde, recebeu certificação de diamante pela Pro-Música Brasil (PMB), pela vendas de mais de 1 milhão cópias. Na lista de discos mais comprados de 2000, da PMB, o CD da obra aparece na liderança e, atualmente, registra vendas superiores a 2 milhões de unidades.
O álbum abre com a romântica "Breathe ", na voz da cantora estadunidense de música country Faith Hill, sendo tema de Cínthia (Helena Ranaldi). A segunda faixa, "So Nice" (Summer Samba), cantada por Bebel Gilberto, é a versão em inglês, feita por Norman Gimbel, de "Samba de Verão", composta pelos irmãos Marcos Valle e Paulo Sérgio Valle, e era tema do casal Camila (Carolina Dieckmann) e Edu (Reynaldo Gianecchini). "How Insensitive", interpretada pela cantora holandesa Laura Fygi, é a versão em inglês, também feita por Norman Gimbel, de "Insensatez", escrita por Vinícius de Moraes e Tom Jobim, e fora tema de Helena (Vera Fischer).
A faixa 4, "I'll Try", cantada pelo cantor estadunidense de música country Alan Jackson, foi tema de Pedro (José Mayer), embalando cenas com suas duas paixões: Helena (Vera Fischer) e Cínthia (Helena Ranaldi). A cantora estadunidense Toni Braxton interpreta o grande sucesso "Spanish Guitar", tema romântico internacional de Capitu (Giovanna Antonelli) e Fred (Luigi Baricelli).
A canção mais tocada da trilha sonora de Laços de Família foi "Love by Grace", na voz da cantora canadense Lara Fabian, sendo tema de Camila (Carolina Dieckmann), principalmente quando a personagem descobre que tem leucemia e precisa lutar contra a morte. "Love by Grace" tornou-se o carro chefe musical da novela, fazendo campanha às vítimas de leucemia. A canção fez enorme sucesso no Brasil, ficando oito semanas em primeiro lugar e sendo a quinta canção mais executada no ano de 2001. No fim de março de 2001, Lara Fabian veio até o Brasil para conhecer o sucesso que a canção alcançou, e doou todos os direitos e arrecadações da canção para o Instituto Nacional do Câncer.
"The look of Love", interpretada pela britânica Dusty Springfield, foi tema de Alma (Marieta Severo). A faixa 8, "Let's Face the Music and Dance", tema de locação da novela, foi composta por Irving Berlin, e é interpretada pela cantora estaunidemse de jazz e bossa nova Diana Krall.  "Save Me" da banda norte-americana Hanson foi tema romântico internacional do casal Edu (Reynaldo Giannechini) e Camila (Carolina Dieckmann). O sucesso "Rome Wasn't Built in a Day", da banda britânica de música eletrônica Morcheeba, foi tema internacional da espevitada Íris (Deborah Secco). "Gotta Tell You", da artista irlandesa Samantha Mumba, foi tema de Estela (Júlia Almeida).
A famosa canção "When I Fall in Love", composta por Victor Young e Edward Heyman, aparece aqui na voz do cantor inglês Rick Astley, e foi tema de Paulo (Paulo Silvino). A clássica "As Time Goes By", na voz do artista estadunidense Jimmy Durante, foi tema de Miguel (Toni Ramos). A canção "Girl", interpretada pela banda brasileira Terra Molhada, é um cover da banda The Beatles, escrita por Paul McCartney e John Lennon, sendo tema de Estela (Júlia Almeida) e Bento (Leon Góes). O álbum ainda incluiu uma faixa bônus com quatro canções; "Devolva-me", na voz de Adriana Calcanhoto, foi tema de Fred (Luigi Baricelli). Cássia Eller canta "Gatas Extraordinárias", composição de Caetano Veloso, que foi tema de Danilo (Alexandre Borges). "Esperando na Janela", da banda brasileira de rock Cogumelo Plutão, foi tema de Ciça (Júlia Feldens). A última faixa do álbum, "Imã", de Paulinho Moska, foi tema de Íris (Débora Secco) e Fábio (Max Fercondini).

### Lista de faixas
| N.º            | Título                                         | Compositor(es)                                         | Artista(s)          | Duração  |  |
| 1.             | "Breathe"                                      | Holly Lamar Stephanie Bentley                          | Faith Hill          | 4:09     |  |
| 2.             | "So Nice (Summer Samba)"                       | Marcos Valle Paulo Sérgio Valle Norman Gimbel (versão) | Bebel Gilberto      | 3:32     |  |
| 3.             | "How Insensitive" ("Insensatez")               | Vinícius de Moraes Tom Jobim Gimbel (versão)           | Laura Fygi          | 3:33     |  |
| 4.             | "I'll Try"                                     | Alan Jackson                                           | Alan Jackson        | 3:52     |  |
| 5.             | "Spanish Guitar"                               | Diane Warren                                           | Toni Braxton        | 4:49     |  |
| 6.             | "Love by Grace"                                | Dave Loggins Wayne Tester                              | Lara Fabian         | 4:09     |  |
| 7.             | "The Look of Love"                             | Hal David Burt Bacharach                               | Dusty Springfield   | 3:42     |  |
| 8.             | "Let's Face the Music and Dance"               | Irving Berlin                                          | Diana Krall         | 5:18     |  |
| 9.             | "Save Me"                                      | Isaac Hanson Taylor Hanson Zac Hanson                  | Hanson              | 3:34     |  |
| 10.            | "Rome Wasn't Built in a Day"                   | Paul Godfrey Ross Godfrey Skye Edwards                 | Morcheeba           | 2:29     |  |
| 11.            | "Gotta Tell You"                               | Anders Bagge Arnthor Birgisson Samantha Mumba          | Samantha Mumba      | 3:19     |  |
| 12.            | "When I Fall In Love"                          | Edward Heyman Victor Young                             | Rick Astley         | 3:01     |  |
| 13.            | "As Time Goes By"                              | Herman Hupfeld                                         | Jimmy Durante       | 2:56     |  |
| 14.            | "Girl"                                         | Paul McCartney John Lennon                             | Terra Molhada       | 2:56     |  |
| 15.            | "Devolva-me" (Bonus Track Nacional)            | Lílian Knapp Renato Barros                             | Adriana Calcanhotto | 2:37     |  |
| 16.            | "Gatas Extraordinárias" (Bonus Track Nacional) | Caetano Veloso                                         | Cássia Eller        | 3:34     |  |
| 17.            | "Esperando na Janela" (Bonus Track Nacional)   | Blanch                                                 | Cogumelo Plutão     | 4:01     |  |
| 18.            | "Ímã" (Bonus Track Nacional)                   | Paulinho Moska                                         | Paulinho Moska      | 3:38     |  |
| Duração total: | Duração total:                                 | Duração total:                                         | Duração total:      | 01:05:33 |  |

## O Melhor de Laços de Família
Lançado durante a reprise do Vale a Pena Ver de Novo em 2005.

### Lista de faixas
| N.º            | Título                                      | Compositor(es)                                         | Artista(s)                                            | Duração |  |
| 1.             | "Man! I Feel like a Woman!"                 | Shania Twain Robert John "Mutt" Lange                  | Shania Twain                                          | 3:52    |  |
| 2.             | "Balada do Amor Inabalável"                 | Samuel Rosa Fausto Fawcett                             | Skank                                                 | 3:55    |  |
| 3.             | "Love by Grace"                             | Dave Loggins Wayne Tester                              | Lara Fabian                                           | 4:09    |  |
| 4.             | "Devolva-me"                                | Lílian Knapp Renato Barros                             | Adriana Calcanhotto                                   | 2:37    |  |
| 5.             | "Let's Face the Music and Dance"            | Irving Berlin                                          | Diana Krall                                           | 5:18    |  |
| 6.             | "Samba de Verão"                            | Marcos Valle Paulo Sérgio Valle Norman Gimbel (versão) | Bebel Gilberto                                        | 3:32    |  |
| 7.             | "Rome Wasn't Built in a Day"                | Paul Godfrey Ross Godfrey Skye Edwards                 | Morcheeba                                             | 2:29    |  |
| 8.             | "Como Vai Você"                             | Antônio Marcos Mário Marcos                            | Daniela Mercury                                       | 3:49    |  |
| 9.             | "I'll Try"                                  | Alan Jackson                                           | Alan Jackson                                          | 3:52    |  |
| 10.            | "Peão Apaixonado"                           | Maestro Pinocchio                                      | Rionegro & Solimões                                   | 3:03    |  |
| 11.            | "Save Me"                                   | Isaac Hanson Taylor Hanson Zac Hanson                  | Hanson                                                | 3:34    |  |
| 12.            | "Baby"                                      | Caetano Veloso Mutantes (versão)                       | Mutantes                                              | 3:35    |  |
| 13.            | "Spanish Guitar"                            | Diane Warren                                           | Toni Braxton                                          | 4:49    |  |
| 14.            | "Corcovado" ("Quiet Nights of Quiet Stars") | Antônio Carlos Jobim Gene Lees (versão)                | Astrud Gilberto, João Gilberto, Tom Jobim e Stan Getz | 4:17    |  |
| Duração total: | Duração total:                              | Duração total:                                         | Duração total:                                        | 53:37   |  |